# クロス×レガリア
『クロス×レガリア』は、三田誠による日本のライトノベル。イラストはゆーげんが担当した。角川スニーカー文庫（角川書店→KADOKAWA）より2012年3月から2014年9月まで刊行された。

## 沿革
前作『レンタルマギカ』の刊行中に三田誠が角川スニーカー文庫において新たに立ち上げたシリーズであり、三田誠にとって角川スニーカー文庫3作品目である（オリジナルとしては2作品目）。
第1巻の後書きとインタビューと各巻のあとがきによれば、前作と同様に設定・考証魔術考証として三輪清宗が参加している。また、『魔法使いを罰する魔法使い』など、前作に登場する用語・設定が一部登場しており、前作でも2011年2月に刊行された第19巻『魔法使いの妹、再び』にて「白翁」について言及するなど、同一世界であることをうかがわせている。
2014年9月1日に刊行された第8巻にて完結を迎えた。作者の事情により当初の9巻完結より1巻短くなったが、展開を組み替えることにより当初の構想をすべて盛り込むことができたと語っている。
2013年7月5日発売のファミ通コミッククリア（エンターブレイン）にて、プロローグ掲載よりコミカライズの連載が開始された。毎月第1金曜日更新。作画は成瀬芳貴（成家慎一郎名義）が担当している。

## あらすじ
かつてデパートで火事に遭った戌見馳郎は、匿われたおっさんと全財産を賭けて助かるかどうかの賭けを行ない、持っていた1000円を賭ける。そのまま助かった馳朗は1000円に強い思い入れを持つようになり、8年後にはトラブル解決を1回1000円で請け負うボディーガードになっていた。そんなある日、馳郎は中華街で行き倒れていた少女ナタを助け、鬼仙の争いに巻き込まれていくことになる。

## 登場人物

### 主要人物
戌見 馳郎（いぬみ はせろう）
本作の主人公。市立黄坂高校に奨学生として通っている高校二年生。左の頬に火傷の痕がある。
1つの依頼につき依頼料千円でトラブル解決を請け負う学生ボディーガード「戌見CloseProtection サービス（戌見PCサービス）」を営んでいるが、実際は雑用仕事が多い。通っている市立黄坂高校でも実質的に第二庶務扱いとなっており報酬を貰い、様々な雑務を請け負っている。元々は養護施設出身で、奨学生として新聞配達の手伝いも行う。現在はアパート「たまゆら荘」で一人暮らしをしながら高校生活とボディガード業の二足の草鞋を履く日々を送る。基本依頼を受けたら達成しようとする姿勢を取るためか、周囲からは慕われている模様。ボディガードを生業にしているためか機転を利かせて窮地を脱したり、僅かな情報から真相に辿り着くなど頭の回転が早い一面を見せている。仕事に対する矜持から、積極的な戦闘を行おうとせず基本依頼者の安全を最優先に確保しようとする。自活をしているためか金銭関係に細かく、休日はあちこちの店のタイムセールを渡り歩いてまとめ買いをしている。家事全般を習得しており、出された食事が気に入らないと自分で作り直そうとすることもある。ある時中華街でナタに出会い未知の世界との争いに巻き込まれていく。
先代の「白翁」から後継者として見出されている。権利の方は放置していたが、エイジャからナタを救うために「白翁」を受け継ぐ。その膨大な財力とコネクションを駆使してエイジャを誘い出し、最新鋭の兵器を駆使し利害の一致から手を組んだ蓮花達との共闘の末にエイジャの持つ「七鍵勅書」を破壊、最終的にナタを救うことに成功する。事態収拾後は彼女を助手として再び雇い共に暮らしている。一度護ると決めた者のためならどんな手段を使っても護ろうとする姿勢を見せ、そのために「白翁」の膨大な資産やコネクションを湯水の如く使用する姿は敵対したエイジャや隼人から恐れを抱かれている。当初は鬼仙の「気」の吸収により体調不良を起こしていたが、耐性が付いたためかナタが鬼宝を使用して「気」の吸収しても平気になっている。また、時折ナタに自分の「気」を分け与えている。
「白翁」を受け継いでから暫く後、リコの策略で「白翁」の屋敷に連れ出され襲名の挨拶をするために白凰六家の面々と対峙する。しかし歴代「白翁」は六家の中から選出されていたために、六家の人間達からは快く思われておらず屋敷に集ったのは六家でも位の低い人間ばかりの襲名披露となってしまう。その上六家の人間達から襲名自体を疑問視され、空家の次期当主である北斗からあからさまに反対され、管財人であるリコを標的にすると宣言を受け、戦闘に突入する。辛くも脱出しその日はリコの部屋に泊まり、そのまま学校に通う。次の日の学校で北斗が転入生として黄坂高校に襲来し戦闘に突入しかけるが、北斗の本来の目的が兄の隼人からリコを護ろうとしていたことを聞く。北斗から強引に千円を依頼料として徴収し、護衛契約を結ぶ。その後兄に恐怖心を抱く北斗によって、隼人から待ち伏せを受けるが戦いの中北斗の願いを聞き、予め黄坂市全域に施していた「武装庫」とナタの協力を受けて隼人を撃退した。当初は「白翁」の資産やコネクションを持て余し北斗からも指摘されていたが、隼人との戦いを経て自分に「白翁」を譲った先代が観ていた景色がどんなモノだったかを知りたいと考えるようになり、責務を継ぐことを改めて決意した。
カエアン
馳郎が持つジャケットで、たったひとつの特別な存在とみなされている。「着用する（ウェアラブル）コンピューター」と呼称される。リコから月額2980円で借り受けている。馳郎の状態を常にモニタリングし、独自の思考と簡易人格を持つ。馳郎を「マスター」と呼ぶものの、素っ気ない性格で命令を受けない限りあまり起動しないが、主の危機に言葉を荒らげることがある。背中から金属のアームを展開したり、人工筋肉で運動能力を強化したりなど馳郎の仕事を補佐している。本人によるとお茶を煎れることも可能らしい。「カメレオン」と呼ばれるプログラムを搭載しており、学生服など普通の服にも擬態できる。
ナイフを出して相手を攻撃する攻性プログラム03「リッパー」や 3本の金属アームから放電する攻性プログラム04「ボルト」といった各種武装も兼ね備えている。また黄坂市各所に設置された「武器庫」は拡張武装であり連携することで戦力を強化できる。
ジンとの戦闘の中で彼が使用する戦闘に特化した仕様である「ツール」との戦いで破損し、マスターである馳郎と共に戦うためにリコに頼み修復強化を自ら志願する。
カエアンの元はリコが施設に居た頃からあったが、今のカエアンの原型の人格はカエアン自体が先代白翁を元にしている。（原型であるため今ではかけ離れている）
都市部高速戦闘用追加モジュール<スカアハ>
カエアンと接続し、強化外骨格風に動作する<モード：スカアハ>として機能する。現在はモジュールの安定度が低いため、馳朗への負担が抑えられない。
高度電子専用モジュール<ケイローン>
カエアンと接続し、<モード：ケイローン>として機能する。モード：スカアハよりも強化外骨格らしき装甲が減り、電極のようなプラグが各所にみられる。周囲の電子機器へ干渉するための追加モジュール。
水中戦闘用追加モジュール<オケアノス>
カエアンと接続し、<モード：オケアノス>として機能する。肩部分のから吹き出した泡で全身と包み込み水の抵抗を減少させ、海中を滑るようにして移動することができる。海水自体の温度で冷却されるため廃熱の問題もなく、追加モジュールの中では最も安定度が高い。
飛行用追加ユニット<イカロス>

ナタ
本作のヒロイン。独特の言葉遣いで喋り、飄々とした性格をしている。普段は黒の長髪に黒瞳を持つが、戦闘の際には金色の瞳と紅の縁取りである火眼金睛となる。白い服を纏い、特徴的な白の帽子を被っており照れ隠しで顔を隠す事がある。エイジャと共に逃亡生活を送っている時に辿り着いた中華街で馳郎と運命的な出会いをし、彼の助手として行動を共にするようになる。
その正体は遥か昔に鬼仙同士の争いを鎮めるために、「圧倒的な戦力」と「鬼仙の力を無力化する」を与える形で創られた「最終兵器」であり、鬼仙の争いを止めるために「鬼宝」と呼ばれる武器を体内に隠し持つ。またナタ自身が持つ鬼仙としての「不死属性」は「鬼仙の力を奪い人間に変える」という物で、人間を「餌」としてしか見ていない鬼仙達からは恐れられている。そのためかエイジャからは「最強の兵器かつ、最強の拷問道具」と評されている。加えて、その身体には制御装置とも言える「七鍵勅書」が埋め込まれており、当時ナタを生み出した七つの支族が所持していた。本人よると「七鍵勅書」がなければ本来の力の十分の一も引き出せないらしい。また、鬼仙に以外の相手には苦戦する傾向にある。
馳郎と出会った後は彼の助手として行動を共にしていたが、追手である蓮花と少影が馳郎と戦闘を繰り広げた後に自分の正体を明かす。その後エイジャが蓮花の所持している「七鍵勅書」を奪ったことで操られ自我を失い、エイジャの言われるがままに馳郎達を攻撃する。その後意識を取り戻しエイジャから自身の目的を暴露された後、馳郎が流した偽のニュースで誘き寄せられ戦いとなる。「白翁」を受け継いだ馳郎の奮闘によりエイジャが持つ「七鍵勅書」を破壊され自我を取り戻す。その後は「七鍵勅書」の所有者が居なくなった為所有権が宙に浮いて居場所がなくなり、「白翁」と蓮花が監視するという条件付きで郎の助手を続けている。食べ物から栄養摂取できないものの、一日で5合炊きの釜を食い尽くすこともあり、嗜好的な意味合い
現在「七鍵勅書」を失ったため、所持している「鬼宝」は3つほどしか使用することが出来ない。遥か昔から鬼仙達と戦い続けたためかそれなりの戦略眼を持ち、戦闘においては冷静な一面を見せる。「鬼宝」以外の戦闘手段として硬貨で攻撃を行う羅漢銭を習得している。
混天綾（こんてんりょう）
敵を拘束することができる赤布の鬼宝
戌見 リコ(いぬみ-)
馳郎の義妹で、「白翁」の管財人でもある。ただし、あくまでも本分は学生であり、普段は先代「白翁」と親交があったマザー・アズレアが理事長を務めるお嬢様学校に通っている。
先代の「白翁」から、ごくごく薄い<おに>の血を受け継いでいることを見出されている。世界が数字で見える才能を持ち、幼少期から数学の才能を発揮していた。7歳の頃に次世代型人工知能の基礎設計を提示し、開発した人工知能で「白翁」の資産を管理しているほか、「白翁」の財産の一つである高層マンションの最上階で一人暮らしをしている。
元々は孤児でありとある養護施設で育ち、与えられた廃棄寸前のパソコンでさまざまなプログラムを作り出してはそれで稼いでいた。プライベートではアニメ・漫画といったサブカルチャーが好きらしく自室には漫画やアニメのキャラクターがプリントされた抱き枕が置かれているが、馳郎を自室に招かないなど、趣味を隠していた。
「カエアン」の人工知能とジャケット本体の開発し、レンタル品として馳郎に貸し出している。血は繋がってないが馳郎を兄として慕っており、「カエアン」に兄を護るように頼んでいる。また馳郎を傷つけた蓮花の頬を初対面ながら引っ叩き、隼人との戦いで重傷を負った際に涙目で抱きつくなどその身を案じていることが多い。
ナタに対しては馳郎が放置していた「白翁」の権利を受け継ぐ切っ掛けになったことから良い感情を抱いておらず、出会った当初は「真っ白吸血鬼」と呼び何処か無愛想な態度をとっていたが、直ぐに打ち解け名前で呼ぶようになっている。「白翁」の管理人として馳郎と接する時は余裕めいているが、個人として接する時は何処かぎこちない態度を取る。自身の事情で他者に危害をおよぶことを是としないなど、義兄と似ている一面を持つ。その一方、ナタがアニメなどに興味を示した際は熱弁をふるっていた。

### 鬼仙
エイジャ
右目が潰れた猫の姿をした鬼仙で、ナタの逃亡の手助けをしている。素っ気ない性格で口が悪いが、受けた質問に律儀に答えたりナタの滞在を認めたりなど義理堅い面を見せる。
かつてナタに自らの一族を皆殺しにされており、彼女に復讐を果たすべく「七鍵勅書」を奪ってその封印を解いたものの、それが壊れてしまい彼女を支配するすべを失う。封印を解いた直後には「嘗てナタに助けられた一族の末裔」と嘘を付き、行動を共にしていたものの、自分に向けられる感情の種類について察せられていた。その後蓮花の持っていた「七鍵勅書」を奪いナタの力で猛威を振るい姿を消すが馳郎が流した偽のニュースで誘き出され、戦いを繰り広げる。「白翁」を受け継いだ馳郎の猛攻の前に持っていた「七鍵勅書」を壊され、馳郎に自分がナタに抱いた感情を指摘された後に蓮花達に捕縛されかけるが、現れていたのは「分体」と呼ばれる分身であったためそのまま姿を消し、のちに月白にかくまわれていたことが判明する。
朱 蓮花（ジュウ リャンファ）
鬼仙の吸血鬼の一族で、作中では「鬼仙の姫君」とされる。鬼仙であるがどちらかと言うと人間社会に興味を持っている。退屈を何より嫌い、今の鬼仙の暮らしについて不満を持つ。また食事を趣味としており、馳郎を行き付けの中華料理店に案内している。鬼仙としては若年層に当たり、年齢は16歳で馳郎の一つ下。
「七鍵勅書」を守護していた自分の支族をエイジャに皆殺しされたため、捕縛のために来日する。そのついでにナタの身柄を確保しようとしたところを馳郎と鉢合わせたところ、ナタ制御のために持参した「七鍵勅書」をエイジャに奪われてしまう。最終的にエイジャの確保に失敗したため帰国できず、リコの計らいで黄坂市にある中華街で暮らすことになった。2巻ではそのまま中華街で暮らしている。相棒の少影が帰国したため馳郎に協力を依頼し、行動を共にする。 7巻では母親である西王母と再会。馳郎を守るために西王母に反旗を翻す。
太乙 真人によると「数百年振りに鬼仙同士から生まれた」とされ、西王母からは「数十年で鬼仙として生まれた」と言われる。人間を「餌」としてしか見ない鬼仙に珍しく馳郎と口論を交わすなど、人間を自分達と同じ目線で見ている節がある。見た目は華奢であるが怪力を有しており、戦闘では錘を使用した肉弾戦を行なう。馳郎達に言い含められて反論を封じられたりエイジャを逃がしてしまうなど迂闊な一面を持つ。

少影（シャオイン）
蓮花のパートナーの鬼仙で口が悪い。夜型の鬼仙であるためか日光が苦手であり、主に夜に活動する。典型的な鬼仙であるためか人間である馳郎に対しても辛辣な言葉をぶつけることが多い。「庭師」を自称し植物を操る。3巻では報告のために中国に帰国し、4巻で戻ってくる。
太乙 真人（タイイーシ エンレン）
ナタやウーを作った鬼仙で、「七鍵勅書」を持っている。強力な鬼宝を作ることに長けた鬼仙であるが、創りだす作品は莫大な「気」を必要とする物がほとんどである。その上本人には使い手のしての器量がないために実質的に戦闘能力はほとんどなく、蓮花の一撃を受けて重傷を負っている。好奇心旺盛な性格をしており、「ナタとウーが激突すればどうなるか」という短絡的な理由で封印されていたウーを開放し、本人によると解放直後に攻撃を受けたらしい。またナタによるとその好奇心のせいで国が幾つか滅びた模様。
ウー
ナタの妹で斉天大聖（チーテイアンダーシエン）もしくは孫行者と呼ばれている。始祖鬼宝「如意金箍棒」「筋斗雲」を所有している。ナタが人間の少女をベースに改造されたのに対し、ウーは素体をおかずに作り上げられた鬼宝兵器である。性格は無邪気に見えるが、人間の「気」を致死量寸前まで吸うなど周囲の迷惑を顧みない。また、ナタを「お姉ちゃん」と呼んで慕っているが、ナタ当人は面識がなくそう呼ばれることについて困惑されている。「ナタが人間に捕らえられている」と信じこんでおり、彼女を助けることを至上の目的として行動している。しかし、ナタ当人から「既に救われている」と拒絶されてしまい、錯乱する一面を見せる。ジンによると「結婚相手」らしい。
西王母
蓮花の母親。

### 白凰六家
先代<白翁>
作中ではすでに故人。<おに>でもあり、未来を見通す力を持っていたと言われている。デパートの火災事故での一連の出来事により、馳郎に<白翁>を譲る。また、リコを見出した。
空 北斗(うつほ ほくと)
空家の次代当主で二つ角の<おに>。2巻当初白翁の屋敷に現れ、馳郎を牽制する。力を開放して屋敷を破壊し、その翌日彼が通う高校にも転入して来る。現「白翁」である馳郎に敵対する姿勢を見せているが、これはリコに目を付けた隼人に壊されないようにあらかじめ守ろうとしていたためであった。幼少の頃に出会ったリコの言葉に救われた過去を持つ。格好と言葉遣いから初見の人間には勘違いされがちだが実は女の子。男物を着ているのは兄の隼人が自身の所有物を破壊していたためで、兄と同じ形をした物なら破壊されなかったのと執着を持たなかったため。その後は引き続き黄坂高校に通っているが男子として性別を偽り続けており、学校に慣れるために生徒会に入部している。
空 隼人(うつほ はやと)
現代で四人しかいない三つ角の〈おに〉の一人。「欲しいものは欲しい」というかなり身勝手な性格をしている上に、「暴力を振るう才能が有る」と嘯いて周囲に危害を加えることに何の躊躇も持たない。北斗以上の才能の持ち主であり、圧倒的な戦闘力を有する。北斗に執着し、北斗の好きなおもちゃを全て壊すことを生きがいとしている。妾の子で本人曰く空家の人間として認知されたのはつい最近らしい。そのためか六家から「白翁」として認められていない馳郎に共感する素振りを見せ、手を組まないかと持ちかけている。先代「白翁」に会った際、理解不能な存在として恐れを感じ、「白翁」を受け継ぎ自分と敵対した馳郎が「白翁」の資産を駆使する姿に同じ感情を抱いている。北斗が気にかけている「白翁」の管財人であるリコを付け狙い馳郎達と戦闘を繰り広げ最後はナタの所有する鬼宝の一つ「九竜神火罩」の攻撃を受けたが、尋常でない生命力で生き延びている。
6巻にて再登場。ジン達と行動を共にすることになり、後にジンを王として認める。
月白 弦魔(つきしろ げんま)
現代で四人しかいない三つ角の〈おに〉の一人でエイジャや隼人への情報提供者。月白家の当主であり、真綿で首を絞めるように相手に対して油断をせずに外堀を埋めていくようにして倒していく。杖を持った見た目は四十代の男。6巻にて馳郎にある依頼をする。
なお、娘の死に鬼仙が関わっているらしく、鬼仙を憎んでいる。
青朽葉 晃(あおくちば こう)
現代で四人しかいない三つ角の〈おに〉の一人。馳郎が白翁にふさわしいかどうかを試験するため、盤古幡の封印を解かせるように仕向け、盤古幡と戦わせた。
真朱 真冬（まそお　まふゆ）
<妖狩>の姫とも呼ばれている三つ角の<おに>の一人。7巻で西王母に殺されるが白の体に宿り、行動する。

### 市立黄坂高校
春荻 一姫（はるおぎ いちひめ）
馳郎の先輩で、高校3年生の生徒会会長を務めている。物腰は上品でよく微笑を振りまいている。だが校内では「眠り姫」とも呼ばれており、突然話している最中に突然立ったまま数刻眠りこけるという欠点がある。校内に入ってきたナタに配慮して生徒会室に保管してあった制服をしばらく貸しカムフラージュのために着替えさせる融通の利く。手鞠とは幼稚園時代からの友人。
手鞠 朝葉（てまり あさば）
生徒会の庶務を担当している高校2年生。ナタへの校内案内を買って出るほど活発で、馳郎に関してはデタラメな格言を言ったり重い荷物を一度に運ばせるなど無茶させからかっている。体育会系であることもあってよく体操服を着ており、ナタと出会ってからはナタにコスプレをさせようと躍起になっており自ら着るようにもなっている。
七門正紀（ななかど まさき）
生徒会副会長。メガネをかけており、馳郎曰く「優秀だが残念」な男。細かいとこに気がつくが肝心な部分でトンチンカンな方向へ考えが向かいがち。馳郎とは小学校からの付き合い。

### その他
天草しじま(あまくさ-)
馳郎とナタが住んでいるアパート「たまゆら荘」の管理人。容姿は140cm程度の身長で少女のように見えるが、実年齢は20代半ばの社会人。玩具のようなインバネスコートを着込み、鳥打帽を被っている。ナタとも顔見知りであり、馳郎の家庭の事情を知っている模様。副業として探偵の仕事をしており、馳郎が経営する「戌見PCサービス」の事務所の隣に「天草探偵事務所」を営んでいる。
マザー・アズレア
2巻で名前のみが登場。リコが通う学校の理事長で先代「白翁」とも親交があったらしい。作者が書いた著作の一つであるスカー＆エッジに同様の名のキャラが出ている。
黄（ファン）
長老と呼ばれている人物。中華街で鬼仙との仲立ちをつとめており、先代の白翁とも交流があった。魔法使い。元は薄墨の家系の者であり、<おに>でもあった。ウーの一件後、馳郎の力を認める。
灰丘 ジン（はいおか ジン）
馳郎の幼馴染ナタとウーが戦闘を繰り広げる中、突如として現れた。馳郎を「ハセ公」と呼ぶものの、本人からは敵愾心を向けられている。カイアンのメインプログラムに干渉できる「ツール」と呼ばれる兄弟機を着込んでおり、ウーを「自分の嫁」と称し本来なら自分が「白翁」を受け継ぐはずであったと言い放っている。
その正体は凰六家の序列第一位である「真朱家」の血を引いている正式な後継者候補。嘗て馳郎や先代の「白翁」とともにデパート火災に巻き込まれており、瀕死状態であった先代から「カエアン」のバックアップであった「ツール」を受け取っている。火災の際に燃えていく建物を見惚れてしまい、それ以来あらゆる物を壊す「殺し屋」を生業とするようになり、ターゲットであったウーの殺害を図るが死ななかったため「殺しても死なない女」として気に入り、自分の嫁として行動を共にするようになった。角を持っていないが、ウーの血を吸うことで人間離れした身体能力を発揮する（本人によると試しにやってみたらしい）。強化された〈カエアン〉を纏った馳郎と死闘を演じるが、最後は正面からぶつかり合い敗れる。その後はドローンを用いてウーを連れて逃亡した。

## 用語
〈鬼仙〉
「不死属性」と呼ばれる力を持つ者達の総称。人間の持つ生体エネルギーである「気（チィ）」を栄養源として吸収するため、作中では「吸血鬼」とも呼称される。鬼仙になるためにはある程度の資質が求められ、鍛錬や薬丹等の外部からの矯正により力を獲得していく。鬼仙達は「気」を吸収して生きているため基本的に人間を餌としてしか見ておらず、基本的に見下している者が多い。作中ではウー以外の〈鬼仙〉は人間の血を吸っておらず、ナタや蓮花の反応から〈鬼仙〉が「人間の血を吸う」という行為は特別な意味がある模様。7巻にて、それが「その相手を、全ての存在をかけて、愛すること」ということが判明した。
五岳三山
鬼仙の種族の種類で、中でも交流があるのは二岳三山のみ。
真人
人を捨ててもなお人としての在り方を捨てず、新地を得たとされる者で、仙人の中でも呼ばれる者はまれ。
<おに>
日本に存在する生きた人間が変化した者達の総称。リコによると「超能力者」と呼称され、ナタからは生まれ持った資質から力を発言させるため鬼仙より優れていると評されている。現代でも先祖返りで力を発現させる者達が居るらしい。〈おに〉は〈角〉を出現させて鬼仙とは違う方法で呪力を操ることが出来る。基本的に〈角〉は一つであるが、二つ持つ者や三つ持つ者も存在する。特に三つ角は珍しく現代に於いて所有者は四人しか存在しない。〈協会〉圏の魔法使い達からは「変生属性」と呼ばれている。力自体は破棄することも可能で破棄した場合、角が折れた状態になる。
<大戦>前は三つ角は月白弦魔しか居なかったが大戦後に三人現れた。また、一つ角や二つ角も緩やかにだが増えたらしい。
<大戦>
<鬼仙>と<おに>の間で起きた戦いのこと。<鬼仙>からしてみれば<おに>との戦いは休戦はあっても終戦は無い。戦いの理由は様々な理由があるが根本的な理由としては”生存競争”である。
<七鍵勅書>
鬼仙最強の兵器であるナタを操る鬼宝の総称。ナタが作られた時彼女を創り出した支族に関係する七つの支族に与えられた。現代でも幾つか現存しており、作中でも何個か登場している。ナタにとっては生殺与奪を握られると同時に力を解放する鍵でもある。
白翁
ほとんど下界と繋がりのない鬼仙の一族の中で例外的に交流が許された人物。近隣の小国所ではない天文学的なレベルの資産や様々なコネクションを有しているとされる。
先代「白翁」は馳郎と火事にあったビルディングで賭けをし、生き残る方に賭けて勝利した馳郎は「白翁」を受け継ぐこととなった。作者の別作品「レンタルマギカ」で登場人物の一人が「白翁」の名を口にしているが、同じ存在であるかは不明。
白鳳六家(はくほうろっけ)
下記の六家で構成されている<おに>の血を受け継ぐ一族。それぞれの当主が「白翁」の後継者候補かつ、現「白翁」のお守り役となっている。血統主義であるためか外部の人間を拒む傾向にある。それぞれの家には役割がある。
第一家・真朱(まそお)<妖狩>（あやかしがり）
分家には灰丘がある。先代白翁の娘がいた家系。変生属性は”火車”であり、火を操ったり器になるものに自身の魂を宿らせることが出来る。
第二家・月白(つきしろ)<薬師>（くすし）
補助を司る家であるため<大戦>時では一番被害が大きかった。主の脇にあることを重んじる。変生属性は
第三家・紫藤(しとう)<宿曜師>（すくようし）
「レンタルマギカ」では同じ名字で「鬼」の血を引くとされる魔法使いが登場している。魔法使いやほかの世界の関係性を重視している家柄。
第四家・空(うつほ)<裁定者>（さいていしゃ）
今でこそ第四家であるが、元々は第一家だったため発言力が高い。
第五家・薄墨(うすずみ)<隠者>（いんじゃ）
リコ曰くこの家だけはリコに協力的で、彼女が蓮花と対峙した際に護衛役を務めている。六家の中では最も先代白扇に忠実である家とされていて、限定的ではあるが白扇が残した財産を最も活用できる家。当主が不始末で処分されてからそれぞれ、傭兵のような役割で動いていた。変生属性は”土蜘蛛”であり、肉体を様々に変化させられる。遺伝子のジャンク情報を引き出して、自分の体で再現できる。
第六家・青朽葉(あおくちば)<守人>（もりびと）
家柄だけならば最低ではあるが、その役割によって他の五家から静かに畏れられ、動向を見られている。変生属性は”野槌”の血を受けている。野槌とは妖怪変化を作り出す妖怪と言われており、青朽葉 晃は自身のコピーやのっぺらぼうの人魚を作っている。守人として大戦の遺産であり始祖鬼宝の一つ、盤古幡を守っていた。
〈協会〉
「レンタルマギカ」でも登場した魔法使い達の互助組合。3巻では「魔法使いを罰する魔法使い」の単語も登場している。

## 既刊一覧
- 三田誠（著） / ゆーげん（イラスト） 『クロス×レガリア』 角川書店→KADOKAWA〈角川スニーカー文庫〉、全8巻
  1. 「吸血姫の護りかた」2012年3月1日初版発行（2月29日発売[5]、ISBN 978-4-04-100145-5
  2. 「嵐の王、来たる」2012年5月1日初版発行（4月28日発売[6]、ISBN 978-4-04-100265-0
  3. 「滅びのヒメ」2012年9月1日初版発行（8月31日発売[7]、ISBN 978-4-04-100352-7
  4. 「死神の花嫁」2013年1月1日初版発行（2012年12月28日発売[8]、ISBN 978-4-04-100668-9
  5. 「海神の遺産」2013年6月1日初版発行（同日発売[9]、ISBN 978-4-04-100858-4
  6. 「双貌の王」2013年10月1日初版発行（同日発売[10]、ISBN 978-4-04-101021-1
  7. 「女王の領域」2014年4月1日初版発行（同日発売[11]、ISBN 978-4-04-101245-1
  8. 「王威の決戦」2014年9月1日初版発行（同日発売[12]、ISBN 978-4-04-101869-9

## 漫画版
『ファミ通コミッククリア』（エンターブレイン→KADOKAWA）の2013年7月より月1回の連載ペースで連載開始。作画は成家慎一郎が担当している。
- 三田誠（原作） / ゆーげん（キャラクター原案） / 成家慎一郎（作画） 『クロス×レガリア』 KADOKAWA〈ファミ通クリアコミックス〉、全2巻

1. 2014年7月15日発売[13]、ISBN 978-4-04-729775-3
2. 2015年5月15日発売[14]、ISBN 978-4-04-730380-5